# شهرستان دوج (ویسکانسین)
شهرستان دوج، ویسکانسین (به انگلیسی: Dodge County, Wisconsin) یک سکونتگاه مسکونی در ایالات متحده آمریکا است که در ویسکانسین واقع شده‌است.

## خصوصیات
شهرستان دوج ۲٬۳۴۹٫۱۳ کیلومترمربع مساحت دارد.